# Битва при Линьи
Битва при Линьи (нем. Schlacht bei Ligny) — сражение, произошедшее 16 июня 1815 года, в котором Наполеон I одержал победу над прусско-саксонской армией генерал-фельдмаршала Г. Л. Блюхера, ставшую его последней победой. Оно состоялось в один день с битвой при Катр-Бра.

## Перед сражением
После возвращения с Эльбы и восстановления власти Наполеону пришлось столкнуться с коалиционными силами Пруссии, Великобритании и Нидерландов. Планируя разгромить каждого из врагов по отдельности, он решил сначала разбить прусские войска под командованием фельдмаршала Блюхера, находившиеся в авангарде войск коалиции. Чтобы помешать британским войскам поддержать пруссаков, Наполеон послал маршала Нея в Катр-Бра, чтобы остановить Веллингтона. Сам он отправился в Линьи, чтобы разобраться с пруссаками. 
15 июня Наполеон главными силами (75—80 тысяч человек, 210 орудий) перешёл реку Самбра с целью разгромить Блюхера (св. 90 тыс. человек, 216 орудий) до его соединения с англо-нидерландской армией под командованием герцога Веллингтона (она стояла в р-не Катр-Бра).

## Ход сражения

Схема кампании при Ватерлоо

Главный удар Наполеон намеревался нанести по правому флангу Блюхера. Начав атаку в 14 часов 30 минут, французы захватили Сент-Аман и часть Линьи. В это же время маршал Ней (ок. 44 тыс. чел.) вступил в столкновение у Катр-Бра с армией союзников под командованием Веллингтона. Во время атаки произошло недоразумение, повлиявшее на судьбу Наполеона и всей кампании Ста дней. Генерал Друэ д’Эрлон, получивший приказ о проведении фланговой атаки, не был уверен, относится ли этот приказ к сражению при Линьи или к столкновению с англичанами при Катр-Бра. Неразбериха, возникшая в результате этой задержки, склонила чашу весов в пользу пруссаков. У Линьи Блюхер выбил французов из Сент-Амана, но последние потеснили его правый фланг. К 18 часам ни одна из сторон успеха не добилась. 
Блюхер направил часть войск на помощь правому флангу, чем ослабил свои позиции у Линьи. Воспользовавшись этим, французы атаковали Линьи и прорвали центр пруссаков. Когда прусские линии начали отступать и французы собирались нанести решающий удар по противнику с помощью гвардии, на поле боя появились войска д'Эрлона, что смутило Наполеона, принявшего их за прусское подкрепление. Возникший в результате раскол во французских соединениях, а также последующий отход войск д'Эрлона, вызванных Неем, позволили пруссакам отступить в сторону Вавра. Попытки Блюхера исправить положение не увенчались успехом. В кульминационный момент Блюхер лично возглавил кавалерийскую атаку, но потерял коня и едва не погиб, причем армия некоторое время не знала, где он. Прусские войска отступили в большом беспорядке, несколько тысяч новобранцев дезертировали. 
В сражении при Линьи особенно отличился генерал Жан-Батист Жирар, командир одной из пехотных дивизий. Наполеон присвоил ему титул герцога Линьи и собирался произвести в маршалы Франции, но доблестный генерал скончался от ран вскоре после сражения.

## Результаты
Пруссаки потеряли около 20 тысяч человек и 40 орудий, французы около 11 тысяч человек. Блюхер был разбит, но не разгромлен. Однако Наполеону не удалось в точности исполнить свой план: остаться лицом к лицу с Веллингтоном. Наполеон был уверен, что Блюхер окончательно разбит и более не представляет угрозы, поэтому, послав за ним маршала Груши с корпусами Вандама и Этьен-Мориса Жерара, решил переключить своё основное внимание на Веллингтона. 
Между тем, нашедшийся Блюхер сумел организовать свои войска, вернуть им порядок и направить на соединение с англо-нидерландской армией, чего  Наполеон не ожидал. К Блюхеру, к тому же, подошел сильный корпус генерала Бюлова, который  составил его авангард. Благодаря этому прусская армия, даже частично разбитая,  всё же смогла сыграть решающую роль в битве при Ватерлоо.

## Галерея

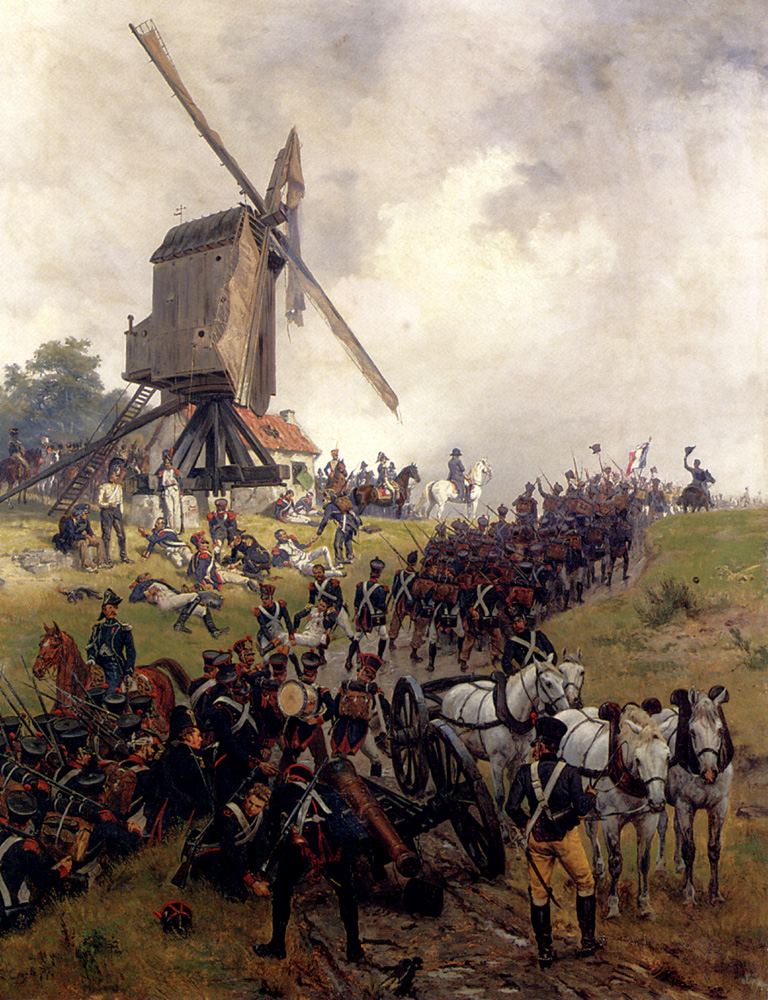
Битва при Линьи. Наступающая французская линейная пехота приветствует  императора Наполеона.
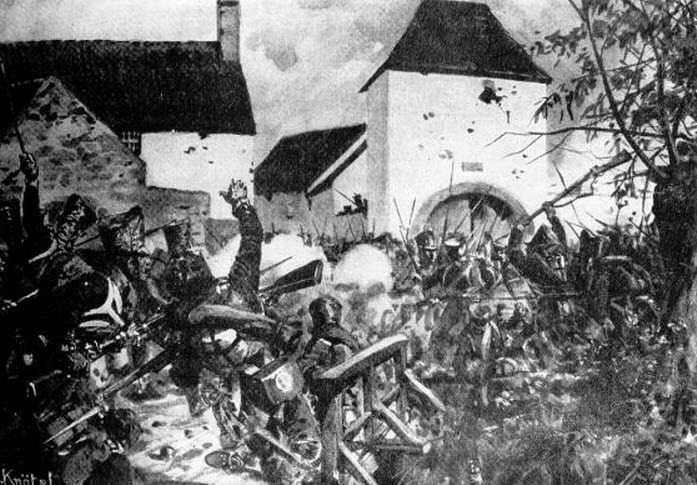
Бой за ферму в ходе битвы при Линьи.
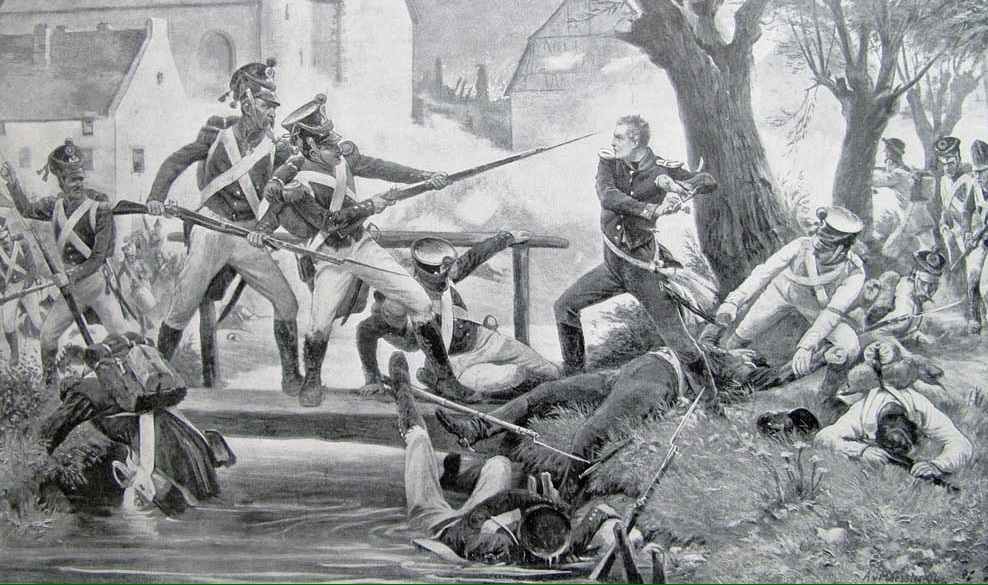
Подвиг прусского лейтенанта Шмелинга, спасшего жизнь старшего офицера.
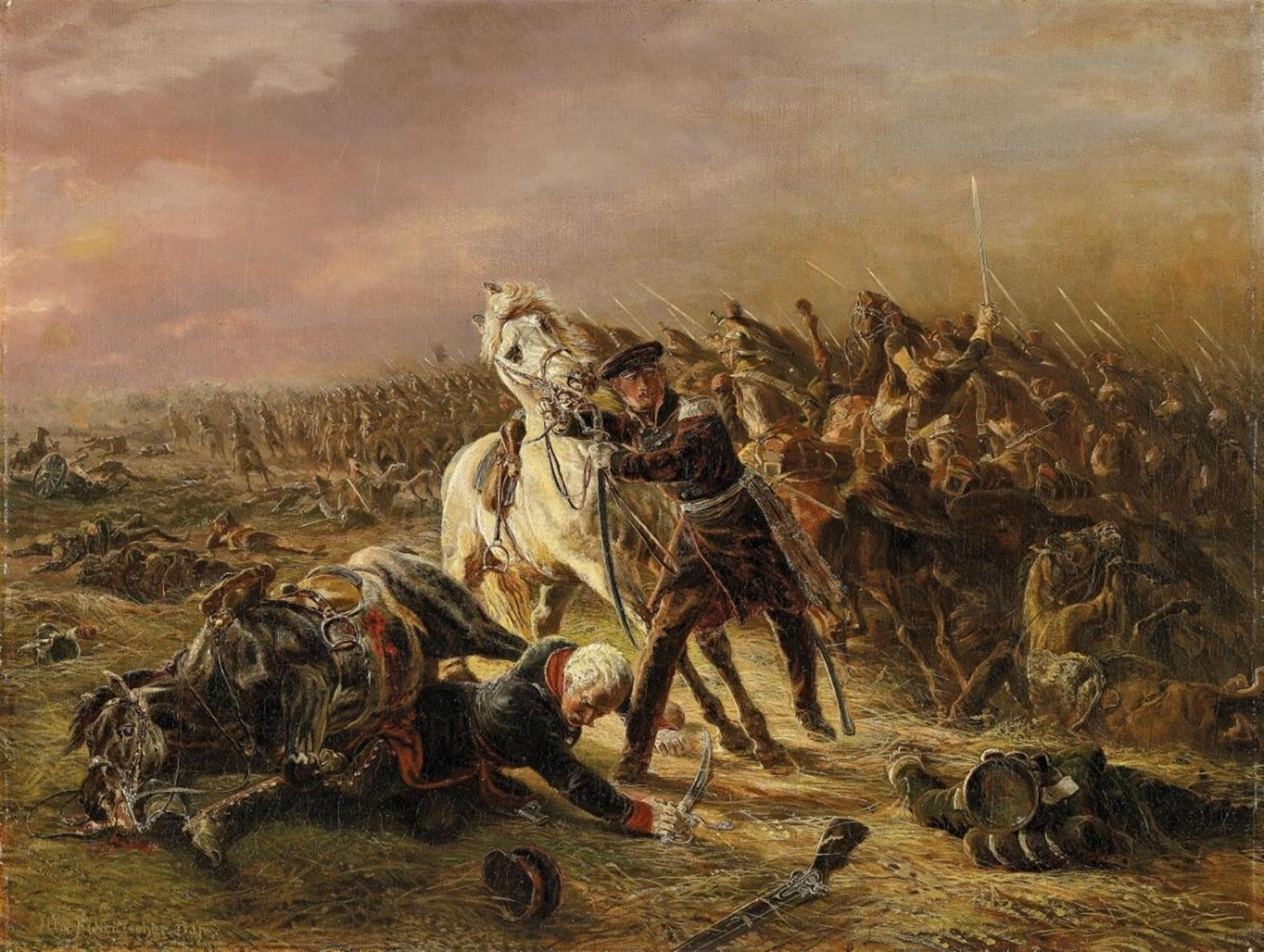
Фельдмаршал Блюхер, потерявший коня.
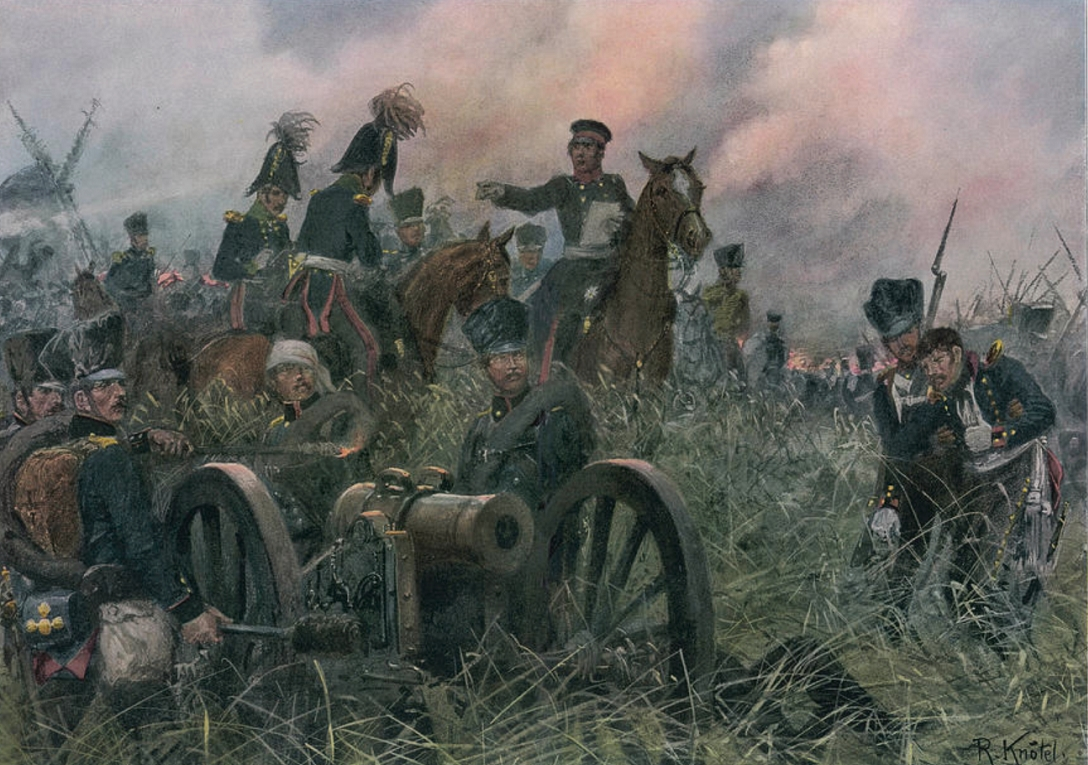
Начальник прусского штаба, генерал Гнейзенау при Линьи.
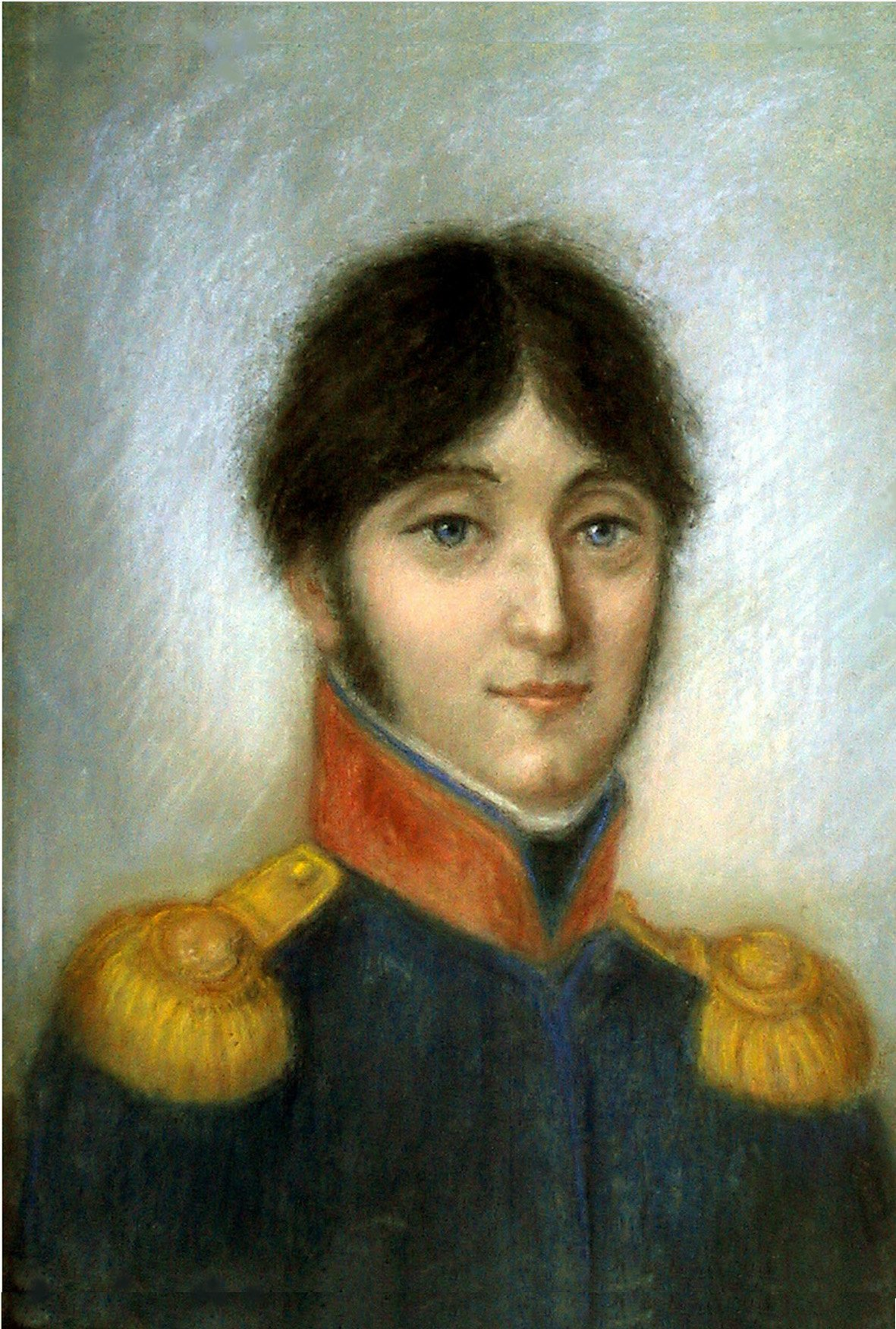
Генерал Жан-Батист Жирар, герой сражения.